# 李晉卿 (洪武舉人)
李晉卿，山西襄垣人，明朝政治人物，举人出身。

## 生平
洪武三年，山西乡试中举。后担任刑部主事。

## 家族
父李格。